# Saetoniscus meteori
Saetoniscus meteori är en kräftdjursart som beskrevs av Brandt2002. Saetoniscus meteori ingår i släktet Saetoniscus och familjen Nannoniscidae. Inga underarter finns listade i Catalogue of Life.